# Елія Барсело
Елія Барсело́ (ісп. Elia Barceló, нар. 29 січня 1957, Ельда, Аліканте, Іспанія) — іспанська письменниця.

## Біографія
Навчалася на англійсько-німецькій філології в університеті Валенсії та університеті Аліканте. 1995 року отримала докторський ступінь з іспаномовної літератури в університеті Інсбрука, Австрія. З 1981 року живе в Інсбруку, де й працює викладачем іспанської літератури.
Елія вважається однією з найважливіших іспаномовних письменниць, яка творить у жанрі наукової фантастики. Разом із аргентинкою Анхелікою Городішер та кубинкою Даїною Чав'яно є частиною так званої «жіночої трійці іспаномовної наукової фантастики».
Деякі з її творів перекладені французькою, італійською, російською, каталонською, нідерландською, есперанто та українською. З 1997 року також пише й підліткову літературу.
Є членом асоціації «Нокт» (Іспанської асоціації письменників жахів).
Лауреатка багатьох літературних премій.

## Твори
- Sagrada (1989) — «Саграда»;
- Consecuencias Naturales (1994) — «Природні наслідки»;
- El mundo de Yarek (1994) — «Світ Ярека»;
- El caso del Artista Cruel (1998) — «Дім жорстокого митця»;
- La mano de Fatma (2001) — «Рука Фатми»;
- El vuelo del hipogrifo (2002) — «Політ гіпогрифа»;
- El caso del crimen de la ópera (2002) — «Справа вбивства в опері»;
- El secreto del orfebre (2003) — «Таємниця ювеліра»;
- Si un día vuelves a Brasil (2003) — «Обов'язковий день повернення до Бразилії»;
- Disfraces terribles (2004) — «Страшні костюми»;
- El contrincante (2004) — «Ворог»;
- Cordeluna (2007) — «Корделюна»;
- Corazón de Tango (2007) — «Серце танго»;
- El almacén de las palabras terribles (2007) — «Сховище жахливих слів»;
- La roca de Is — «Камінь із Іса»;
- Las largas sombras (2009) — «Довгі тіні»;
- Caballeros de Malta (2007) — «Пани з Мальти»;
- Anima mundi (2013) — «Дух світу»;
- Por ti daré mi vida (2015) — «Для тебе віддам своє життя»;
- La Maga y otros cuentos crueles (2015) — «Маг та інші жорстокі розповіді».

## Збірки
Твори Елії Барсело також увійшли до таких збірок:
- Bleak House Inn. Diez huéspedes en casa de Dickens — «Bleak House Inn. Десять гостей в будинку Дікенса»;
- Mañana todavía. Doce distopías para el siglo XXI — «Все ще ранок. 12 антиутопій для XXI століття»;
- 666. Edición de Carmen Jiménez — «666. Видання Кармен Хіменес».